# Красноярський район (Астраханська область)
Красноя́рський райо́н — адміністративна одиниця Росії, Астраханська область. До складу району входять 16 сільських поселень.

## Населення
Населення становить 35 954 осіб(2013).
Національний складУ цьому районі проживає суттєва казахська національна меншина, яка за кількістю переважає над росіянами.
За підсумками перепису 2010 року: казахи — 16 969, росіяни — 11 304, татари — 1 483.